# Montgey
Montgey település Franciaországban, Tarn megyében. Lakosainak száma 274 fő (2022. január 1.). Montgey Nogaret, Revel, Aguts, Garrevaques, Poudis, Puéchoursi és Puylaurens községekkel határos.

## Népesség
A település népességének változása:
| Lakosok száma | 297  | 291  | 298  | 290  | 282  | 280  | 278  | 276  | 274  |
|               | 2013 | 2015 | 2016 | 2017 | 2018 | 2019 | 2020 | 2021 | 2022 |